# (8575) Seishitakeuchi
(8575) Seishitakeuchi – planetoida z pasa głównego asteroid okrążająca Słońce w ciągu 3 lat i 114 dni w średniej odległości 2,22 au. Została odkryta 7 listopada 1996 roku. Przed nadaniem nazwy planetoida nosiła oznaczenie tymczasowe (8575) 1996 VL8.